# インビタ・セキュリティ
インビタ・セキュリティー（Invita Security, Inc.,）は、アメリカのシアトルに本社を置いたセキュリティー会社。
ロシアのクラッカー（ハッカーとも呼ばれるが厳密にはクラッカー）を捕まえる為に2001年にFBIが設立した架空の企業である。FBI捜査官が職員になりましクラッカーに業務提携を持ちかけた。クラッカーは交渉の上来米し、面接で自分の技術について自慢をした。
面接で使われたパソコンには盗聴装置が仕掛けられていた。その際に使った技術を利用し、クラッカーのPCに侵入した。企業から窃取したとされるデータを確認し、その後ロシア人の20歳と25歳の人物が逮捕された。

## リファレンス
1. ↑  Russian National Arrested and Indicted for Penetrating U.S. Corporate Computer Networks, Stealing Credit Card Numbers, and Extorting the Companies by Threatening to Damage Their Computers  (May 7, 2001) United States Department of Justice

- FBI捜査官 ダミー会社を設立し、ハッカーを罠にかける - NetSecurity
- 危機と闘う・テクノクライシス 第1回「あなたの預金が狙われる 国境を越えるサイバー犯罪」 - NHKスペシャル 2006年7月9日放送